# Verein für Leibesübungen Hüls
Il Verein für Leibesübungen Hüls è un club di hockey su pista avente sede a Krefeld in Germania.

## Palmarès

### Titoli nazionali
- Campionato tedesco: 1
  - 1966-67